# Agustín M. Galindo
Gral. Agustín M. Galindo fue un militar mexicano que participó en la Revolución mexicana. Nació en Tamiahua, Veracruz. Fue miembro del Ejército Federal. Casado con Petra Lima con quien tuvo 4 hijos, Hedesminda, Alfonso, Esperanza y Tomás.
```
En 1913, tras el 
asesinato
 de 
Francisco I. Madero
, se levantó en armas con el grado de 
coronel
, incorporándose a la División de Oriente. Operó en la Huasteca veracruzana y alcanzó el grado de 
general de brigada
. En octubre de 1914 estuvo representado en la 
Convención de Aguascalientes
 por 
Enrique W. Paniagua
. 
```

La playa barra de galindo (en Tuxpan, Veracruz) fue en su honor.
Su hermana fue guadalupe galindo guillermo, que murió de 105 años y tuvo 3 hijos uno de ellos fue luciano melgarejo galindo que también nació en tamiahua.